# Хліб — іменник
«Хліб — іменник» (рос. Хлеб — имя существительное) — радянський восьмисерійний художній фільм 1988 року, знятий Григорієм Нікуліним за мотивами романів і повістей Михайла Алексєєва «Хліб — іменник», «Вишневий вир», «Карюха», «Забіяки».

## Сюжет
Фільм про життя великого приволзького села від початку ХХ століття до середини 1930-х років. Своєрідний колективний портрет російського селянина.

### 1-а серія «Рід. 1900—1906 роки»
Початок XX століття. У приволзькому селі Савкін 3атон живе сім'я Харламова, живуть вони важко, але самостійно… Середній Харламов, Микола, пригледів собі невістку — Фросю Рижову, за прізвиськом Вишенька. Але Фрося не хоче за нього заміж — вона любить красеня Івана Полєтаєва…

### 2-а серія «Буття. 1916—1917 роки»
Десять років після весілля Миколи та Фросі. Лютневої ночі 1917 року в село потайки повернулися Іван Полєтаєв і молодший з братів Харламова — Павло. Обидва вони дезертирували з фронту Першої світової війни. Рятуючи сина, Михайло Авер'янович Харламов змушений був заховати в своєму будинку і Івана, якого колись любила Фрося. 3абуте, здавалося, почуття спалахнуло з новою силою…

### 3-я серія «Кумачові прапори. 1917—1922 роки»
Революція і радянська влада поступово руйнують нормальне життя народу. Складні відносини між братами Харламовими особливо загострюються після розділу майна їх батька…

### 4-а серія «Розкол. 1921—1927 роки»
Чинячи опір радянській владі, народ бореться за виживання. Обоз з хлібом, який продзагін відняв у народу, захоплюють мужики з банди колишнього урядника Півкіна. Селянська громада розколота. У цей важкий час йде будівництво власного будинку для Миколи Харламова і Фросі…

### 5-а серія «На переломі. 1927—1929 роки»
Початок колективізації… Все більше загострюються відносини між сім'єю Харламова і Іваном Полєтаєва. Микола, так і не пробачив Фросі давню її зраду, час від часу нещадно б'є дружину…

### 6-а серія «Земля. 1929—1930 роки»
Розповідь про біди народу при радянській владі: про грабіжницьку колективізацію і розкуркулювання, про голодомор, про знищення селянства, про винищення народів Росії…

### 7-а серія «Лихоліття. 1930—1932 роки»
Микола Харламов залишає родину і від'їжджає в далеке село Єкатеринівку, де жити легше і де y нього інша жінка. Але Миколі не забути про дітей і дружину. Іноді навідується він в Савкін 3атон, щоб підкинути їм і старому батьку мішок-другий борошна. В один із приїздів, бачачи, що молодший син Міша зовсім ослаб від голоду, Микола Харламов вирішує забрати його з собою.

### 8-а серія «Сповідь. 1933 рік»
Голодомор. Пограбований народ вимирає. Микола Харламов скоює злочин і на суді заявляє «серп і молот — смерть і голод». Комуніст Шабатін в жаху від страждань народу і безсилий врятувати народ від голоду за радянської диктатури; він дивиться на портрет Сталіна і кінчає життя самогубством.

## У ролях
- Сергій Никоненко —  Микола Харламов
- Андрій Дударенко —  Петро Харламов
- Ніна Русланова —  Фрося-Вишенька
- Наталія Сайко —  Улька
- Олексій Булдаков —  Орланін
- Кирило Лавров —  комуніст Шабатін
- Петро Шелохонов —  коваль Акимич
- Юрій Вотяков —  Іван Полєтаєв
- Микола Міхеєв — епізод
- Леонід Митник —  Павло Харламов
- Володимир Богданов — епізод
- Олексій Зайцев — епізод
- Михайло Алексєєв — епізод
- Микола Крюков — епізод
- Микола Волошин — епізод
- Лілія Гурова — епізод
- Ольга Самошина — епізод
- Владлен Бірюков — епізод
- Віктор Михайлов — епізод
- Григорій Нікулін — епізод
- Микола Муравйов — епізод
- Сергій Полежаєв — епізод
- Володимир Аукштикальніс — епізод
- Олександр Баширов — епізод
- Євген Виноградов — епізод
- Володимир Кадочников — епізод
- Олександр Краснов — епізод
- Віктор Цепаєв — епізод
- Герман Апітін —  куркуль
- Іруте Венгаліте — епізод
- Олександр Власов — епізод
- Володимир Кусков — епізод
- Валерій Єрофєєв — епізод
- Валерій Порошин — епізод
- Анатолій Худолєєв — епізод
- Галина Гудова —  Катька друга
- Наталія Лапіна — епізод
- Михайло Брилкін — епізод
- Наталія Мерц
- Олександр Башуров — епізод
- Анатолій Бєляков — епізод

## Знімальна група
- Сценаристи:  Михайло Алексєєв,  Григорій Нікулін,  Юрій Тюрін
- Режисер:  Григорій Нікулін
- Оператор:  Сергій Астахов
- Художники:  Павло Пархоменко,  Володимир Банних
- Композитор:  Віктор Лебедєв

## Опис
Картина знімалася в Саратові і Саратовській області. У зйомках фільму брали участь сільські жителі поволзьких сіл і актори багатьох театрів країни, у тому числі Саратова, Куйбишева, Пермі, Одеси, Київа, Новосибірську,  Алма-Ати, Москви і Ленінграду.